# Gracie Gilbert
Gracie Gilbert (20 de octubre de 1992) es una actriz australiana, más conocida por haber interpretado a Vicki en la serie Lockie Leonard y a Annie Carmichael en la serie Love Child.

## Carrera
En 2007 se unió al elenco principal de la serie Lockie Leonard, donde dio vida a Victoria Anne "Vicki" Streeton.
En 2013 se unió al elenco principal del drama australiano Love Child, donde interpretó a Annie Carmichael hasta 2016.

## Filmografía[1]

### Series de televisión
| Año         | Título              | Personaje        | Notas                                   |
| ----------- | ------------------- | ---------------- | --------------------------------------- |
| 2005        | Streetsmartz        | Jennifer         | (serie de televisión)                   |
| 2007 - 2010 | Lockie Leonard      | Vicki Streeton   | 31 episodios (serie de televisión)      |
| 2011        | Slide (Serie)       | Tammy Lane       | 10 episodios (serie de televisión)      |
| 2013        | Underbelly: Squizzy | Ida Pender       | 3 episodios (serie de televisión)       |
| 2015        | Gallipoli           | Tessa Gordon     | episodio " The Deeper Scar" (miniserie) |
| 2013 - 2016 | Love Child          | Annie Carmichael | 24 episodios (miniserie)                |